# Charlotte de La Trémoille
Ne pas confondre avec Charlotte-Catherine de La Trémoille, princesse de Condé, Marie-Charlotte de La Trémoille, duchesse de Saxe-Iéna et Charlotte-Amélie de La Trémoille, comtesse d'Aldenbourg.
Charlotte Stanley, comtesse de Derby (1599-1664), née Charlotte de La Trémoille est la fille de Claude de La Trémoille, duc de Thouars et pair de France, et de Charlotte-Brabantine d'Orange-Nassau, et l'épouse du 7e comte de Derby, James Stanley, seigneur de l'île de Man.
Elle est célèbre pour sa défense acharnée de Lathom House durant la Première révolution anglaise. Elle joua également un rôle essentiel dans la capitulation de l'île de Man devant le Parlement de Londres en octobre 1651, rôle que les Mannois lui reprochèrent vivement au point de l'obliger à fuir l'île, en proie à une insurrection menée par le leader patriote Illiam Dhone.
Elle meurt à Ormskirk, le 31 mars 1664.

## Famille

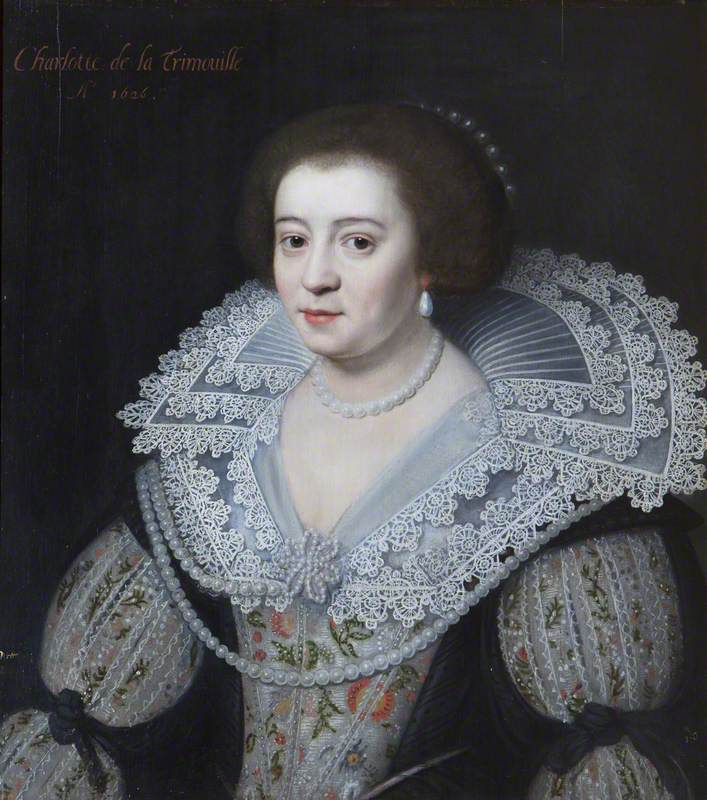
Charlotte de La Trémoille en 1626 par Michiel Jansz. van Mierevelt, Blickling Hall.

Charlotte, née au château de Thouars, dans le Poitou, est la fille du duc Claude de La Trémoille et de Charlotte-Brabantine d'Orange-Nassau. Ses grands-parents maternels sont Guillaume Ier, prince d'Orange, et Charlotte de Montpensier. Elle a un frère aîné, le duc Henri Ier de La Trémoille. Elle est élevée dans le protestantisme.
Le 26 juin 1626, elle épouse l'aristocrate anglais James Stanley, 7e comte de Derby, et est naturalisée anglaise par un Acte du Parlement en février 1629. Le couple, très uni, vit en retrait de la cour et des conflits entre le roi et le Parlement.
Son mari était un commandant des troupes royalistes durant la Première révolution anglaise, fait prisonnier à Nantwich en 1651 et décapité à Bolton la même année.

## Première révolution anglaise

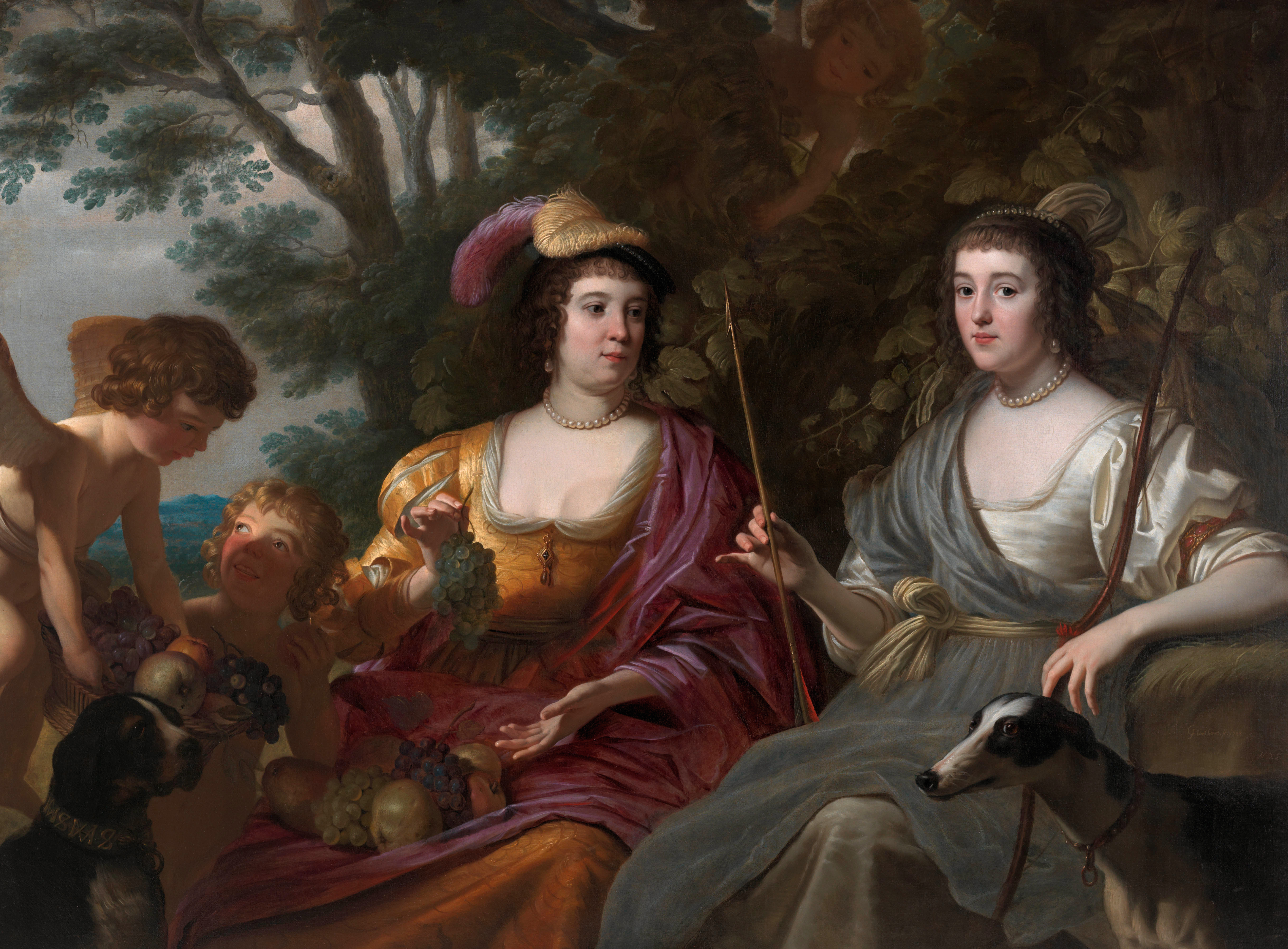
Charlotte de La Trémoille et Amélie de Solms-Braunfels en Cérès et Diane, 1633, Gerrit van Honthorst, Palais Het Loo.

Lady Derby est célèbre pour sa défense de Lathom House, assiégée par les troupes parlementaires en 1644. En l'absence de son époux, elle est seule responsable de la dernière place forte royaliste du Lancashire. Immédiatement après la chute de Warrington, le Parlement lui ordonna de reconnaître son autorité et de livrer sa maison, mais elle refusa en expliquant que cela déshonorerait son mari. Elle proposa de se limiter à défendre sa maison et cela différa pour un temps toute attaque contre ses positions. En février 1644, Latham House est assiégée par les forces de Sir Thomas Fairfax. Lady Derby avait en prévision fortifié le château et formé une milice de tireurs d'élite expérimentés. Elle refusa vivement toutes les offres de capitulation. Le 27 mai 1644, le prince Rupert du Rhin arriva à son secours avec les forces royalistes et le siège fut brisé. Lady Derby et sa suite sont alors évacués vers l'île de Man. Sa défense de Lathom House est célébrée dans un poème de Letitia Elizabeth Landon.

## L’Île de Man

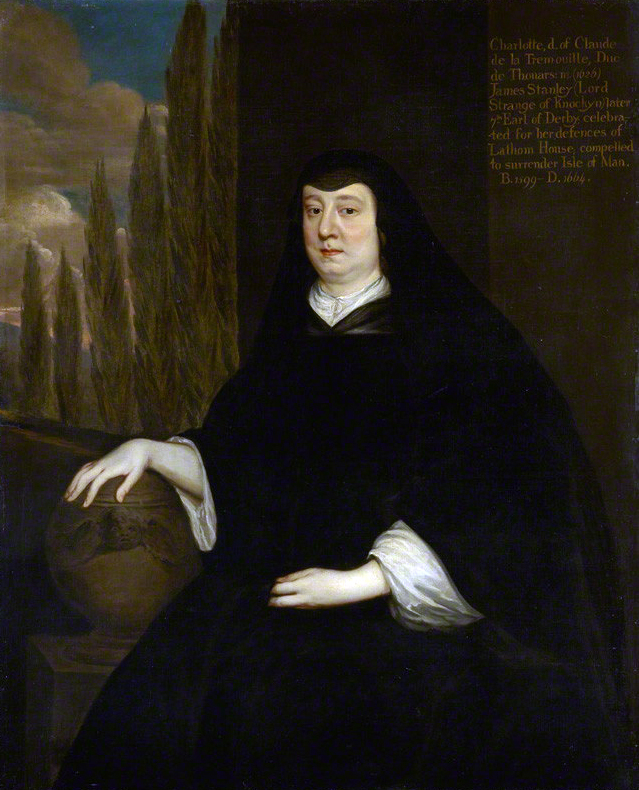
Charlotte de La Trémoille en 1657 par Peter Lely, National Portrait Gallery.

Son époux était aussi le seigneur de Man. Les tentatives de Lady Derby de troquer l'île en échange de la libération de son mari provoquèrent une révolte anti-anglaise menée par Illiam Dhone.
Lady Derby tenait Man, mais la destruction totale de l'armée royale à Worcester, la fuite du prince Charles en France et  l’exécution de son mari la laissèrent sans recours. Elle finit par se soumettre avec réticence mais garda pour elle, dit David Hume, "la gloire d'être la dernière personne des trois royaume, et de tous les dominions, à s'être soumise aux rebelles victorieux".

## Mariage et descendance

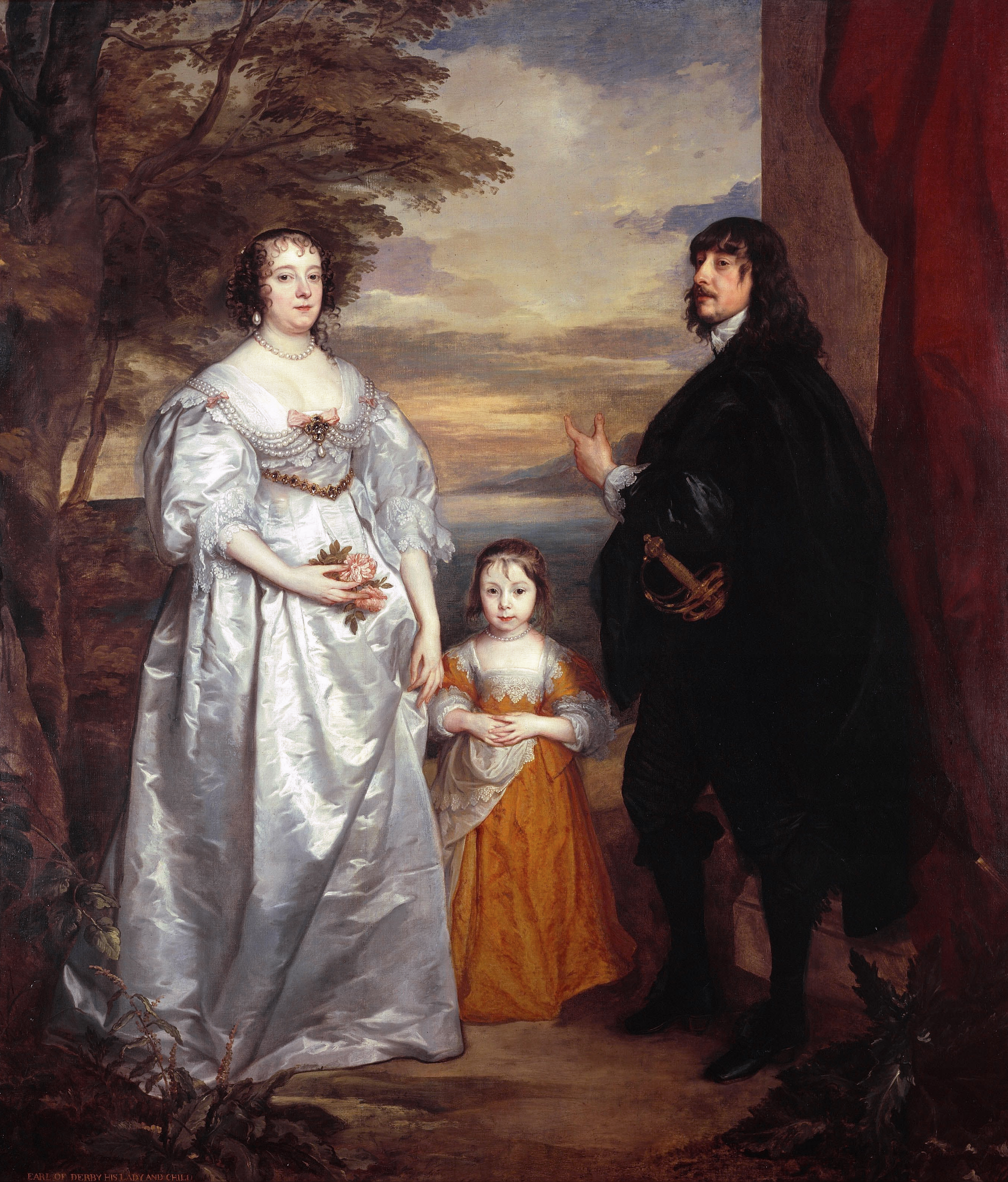
Portrait de James, septième comte de Derby, et sa famille
par Antoine van Dyck, 1632-1641, Frick Collection, New York.

Charlotte de La Trémoille et James Stanley eurent quatre filles et six garçons, dont sept atteignirent l'âge adulte :
- Charles Stanley (19 janv. 1628 - 21 déc. 1672), 8e comte de Derby.
- Charlotte Stanley (1628-1629)
- Henriette Marie Stanley (17 nov. 1630 - 27 déc. 1685), épouse de William Wentworth, 2e comte de Strafford.
- Catherine Stanley (1631-1679), épouse de Henry Pierrepont, 1er marquis de Dorchester.
- Amelia Ann Sophia Stanley (1633 - 22 février 1702), épouse de John Murray, 1er marquis d'Atholl.
- Henry-Frederick Stanley (1634-1638)
- James Stanley (1636-1638)
- Edward Stanley (7 janvier 1639 - octobre 1664), mort célibataire.
- William Stanley (18 octobre 1640 - 25 octobre 1670), membre du Parlement de 1660 à 1670, mort célibataire.
- John Stanley (4 novembre 1641 - 10 septembre 1719) épouse une roturière, Alice Biddle.

Les deux fils de Charles, William, 9e comte (1655-1702), et James, le 10e (1664-1736), moururent tous deux sans postérité masculine, par conséquent, les titres et domaines de la famille passèrent à leur cousin Sir Edward Stanley (1689-1776), c'est de lui que descendent tous les comtes de Derby suivants.